# Eurasburg

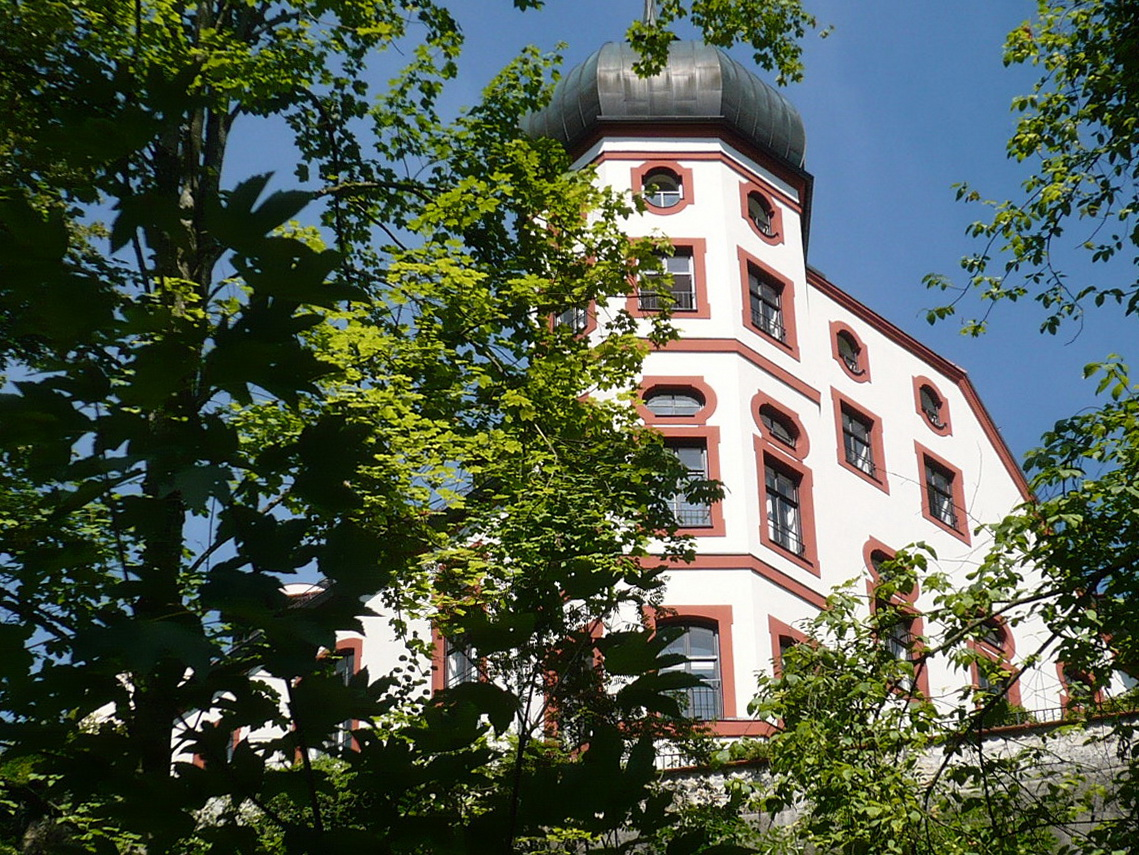
Lâu đài Eurasburg

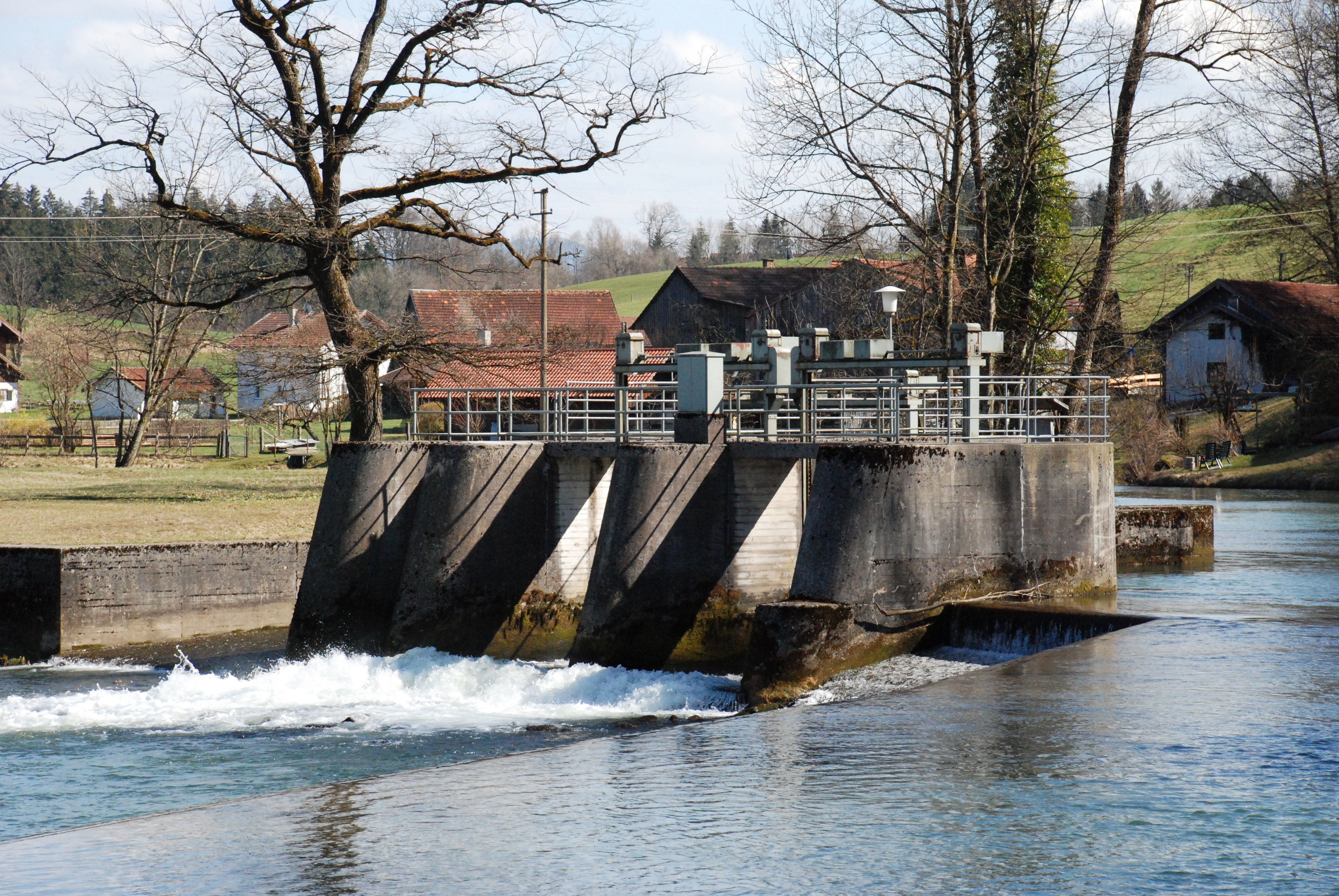
Đập nước Loisach ở Beuerberg

Eurasburg là một xã ở Oberbayern thuộc huyện Bad Tölz-Wolfratshausen. Nó nằm về phía nam và cách thủ phủ München khoảng 40 km. Lãnh thổ Eurasburg nằm giữa sông Isar và hồ Starnberg, nó trải dài cả Thung lũng Loisach.
Từ khi cải tổ hành chính vào năm 1978, xã Eurasburg có một diện tích khoảng 40,9 km², bao gồm 53 làng. Hai làng lớn nhất là Eurasburg và Beuerberg. Xã có dân số là 4.400 người.